# Metagonia talamanca
Metagonia talamanca är en spindelart som beskrevs av Huber 1997. Metagonia talamanca ingår i släktet Metagonia och familjen dallerspindlar.
Artens utbredningsområde är Costa Rica. Inga underarter finns listade i Catalogue of Life.